# کانال استانبول
کانال استانبول (ترکی استانبولی: Kanal İstanbul) پروژه ای برای آبراه مصنوعی است که توسط ترکیه در شرق تراکیه برنامه‌ریزی شده‌است و دریای سیاه را به دریای مرمره و همچنین دریاهای اژه و مدیترانه متصل خواهد کرد. کانال استانبول به سمت اروپا در حال حاضر از دو بخش استانبول و در نتیجه باعث ایجاد یک جزیره بین آسیا و اروپا خواهد شد (جزیره ای در میان دریای سیاه، دریای مرمره، کانال‌ جدید و تنگه بسفر). آبراه جدید بسفر فعلی را دور می‌زند.
کانال استانبول قصد دارد ترافیک حمل و نقل در بسفر را به حداقل برساند. پیش‌بینی می‌شود ظرفیت ۱۶۰ ترانزیت شناور در روز - شبیه به حجم فعلی ترافیک از طریق بسفر را داشته باشد و باعث کاهش ازدحام ترافیک تنگه بسفر در روزهای تعطیل خواهد شد. برخی از تحلیلگران دلیل اصلی ساخت کانال را کنار گذاشتن پیمان مونترو می‌دانند، که تعداد و تناژ کشتی‌های دریای سیاه را که می‌توانند از طریق بسفر وارد دریا شوند، محدود می‌کند. در ژانویه ۲۰۱۸، نخست‌وزیر ترکیه بینالی یلدیریم اعلام کرد کانال استانبول مشمول کنوانسیون مونترو نخواهد بود.
پروژه کانال استانبول شامل ساخت بنادر (ترمینال بزرگ کانتینری در دریای سیاه، نزدیک فرودگاه استانبول)، مراکز تدارکاتی و جزایر مصنوعی برای ادغام با کانال و همچنین ساخت مناطق مسکونی مقاوم در برابر زلزله در امتداد کانال است. این جزایر مصنوعی با استفاده از خاک حفر شده برای کانال ساخته می‌شوند. پروژه‌های قطار سریع‌السیر Halkali-Kapikule، قطار TCDD و همچنین خطوط متروی Yenikapi-Sefakoy-Beylikduzu و Mahmutbey-Esenyurt در استانبول و گذرگاه بزرگراه D-100، بزرگراه Tem، بزرگراه Sazlibosna نیز قرار است با پروژه کانال ادغام شوند. پیش‌بینی می‌شود بودجه کانال از طریق مدل ساخت، بهره‌برداری و واگذاری تأمین شود، اما همچنین می‌تواند از طریق مشارکت‌های دولتی و خصوصی تأمین اعتبار شود. دولت پیش‌بینی می‌کند سالانه ۸ میلیارد دلار از کانال استانبول درآمد کسب کند که این امر بخشی از هزینه خدمات برای حمل و نقل است. منتقدانی مانند دکتر بوراتاو این عدد را زیر سؤال برده و گفته‌اند که درآمد خالص می‌تواند منفی باشد. انتقادات دیگر شامل نیاز به هدایت منابع برای تمرکز بر آمادگی در برابر زلزله و پرداختن به مسائل اقتصادی و اثرات منفی بالقوه زیست‌محیطی است.

## تاریخچه

### پیشنهادهای اولیه
مفهوم کانال اتصال دریای سیاه با دریای مرمره حداقل هفت بار در طول تاریخ مطرح شده‌است.
اولین پیشنهاد توسط سلطان عثمانی سلیمان با شکوه (سلطنت ۱۵۲۰ – ۱۵۶۶) مطرح شد. گفته می‌شود سیمان معمار نقشه‌هایی را برای این پروژه طراحی کرده‌است. این پروژه به دلایل نامعلومی رها شد.
در ۶ مارس ۱۵۹۱، در زمان سلطنت سلطان مراد سوم، مجدد تصمیم گرفته شد که پروژه پیگیری شود اما دوباره به دلایل نامعلوم این پروژه متوقف شد. در سال ۱۶۵۴ در زمان سلطان محمد چهارم و نیز در سال ۱۷۶۰ در زمان سلطان مصطفی سوم (سلطنت ۱۷۵۷ – ۱۷۷۴) به دلیل مشکلات اقتصادی این پروژه نتوانست ادامه یابد. در زمان سلطان محمود دوم (سلطنت ۱۸۰۸–۱۸۳۹) پروژه مجدد بررسی شد و گزارشی در سال ۱۸۱۳ تهیه شد اما هیچ اقدام مشخصی انجام نشد.

### پیشنهادهای جدید
یوکسل اونم، مشاور وزارت انرژی، پروژه ساخت یک آبراه جایگزین برای بسفر را در سال ۱۹۹۰ پیشنهاد کرد.
در سال ۱۹۹۱، Nusret Avcı، رئیس کمیسیون محیط زیست شهرداری کلانشهر استانبول، پیشنهاد کانال ۲۳ کیلومتری را داد که بین Silivri و Karacaköy عبور کند. وی اظهار داشت که این کانال خطرات ترافیک دریایی و آلودگی در بسفر را به میزان قابل توجهی کاهش می‌دهد.
سرانجام، در ۱۷ ژانویه ۱۹۹۴، کمی قبل از انتخابات محلی، رهبر حزب چپ دمکراتیک (DSP)، بولنت اجویت، کانالی را پیشنهاد داد که دریای سیاه را به دریای مرمره متصل می‌کند.

## پروژه

### هدف
هدف اعلام شده از این پروژه کاهش ترافیک بزرگ دریایی از طریق بسفر و به حداقل رساندن خطرات مربوط به تجمع کشتی‌ها به خصوص در مورد تانکرها است.
سالانه حدود ۴۱ هزار کشتی در اندازه‌های مختلف از تنگه‌های استانبول عبور می‌کنند که ۸ هزار تانکر حامل ۱۴۵ میلیون تن نفت خام می‌شوند. افزایش تناژ در تردد کشتی، افزایش اندازه کشتی در نتیجه تحولات تکنولوژیکی و به ویژه افزایش حمل و نقل کشتی (تانکر) حمل سوخت و سایر مواد خطرناک و یا سمی باعث ایجاد فشار و تهدید بزرگی برای استانبول می‌شود. فشارهای بین‌المللی برای افزایش میزان ترافیک دریایی از طریق تنگه‌های ترکیه در حال افزایش است که باعث افزایش خطرات ناشی از ناوبری دریایی هنگام عبور از تنگه ها می شود. تردد کشتی‌ها از تنگه بسفر تقریباً سه برابر کانال سوئز است. این کانال به جلوگیری از آلودگی ناشی از عبور کشتی‌های باری از دریای مرمره یا پهلوگیری در دریای مرمره قبل از ورودی جنوبی بسفر کمک خواهد کرد.
جدول زیر حجم کل و مقدار شناورهای بزرگی را که از تنگه‌های استانبول عبور کرده‌اند را نشان می‌دهد:
| سال  | کل تناژ ناخالص | کشتی‌های طولانی‌تر از ۲۰۰ متر |
| ---- | -------------- | --------------------------- |
| ۲۰۰۶ | ۴۷۵٬۷۹۶٬۸۸۰    | ۳٬۶۵۳                       |
| ۲۰۰۷ | ۴۸۴٬۸۶۷٬۶۹۶    | ۳٬۶۵۳                       |
| ۲۰۰۸ | ۵۱۳٬۶۳۹٬۶۱۴    | ۳۹۱۱                        |
| ۲۰۰۹ | ۵۱۴٬۶۵۶٬۴۴۶    | ۳۸۷۱                        |
| ۲۰۱۰ | ۵۰۵٬۶۱۵٬۸۸۱    | ۳٬۶۲۳                       |
| ۲۰۱۱ | ۵۲۳٬۵۴۳٬۵۰۹    | ۳۸۰۰                        |
| ۲۰۱۲ | ۵۵۰٬۵۲۶٬۵۷۹    | ۳٬۸۶۶                       |
| ۲۰۱۳ | ۵۵۱٬۷۷۱٬۷۸۰    | ۳٬۸۰۱                       |
| ۲۰۱۴ | ۵۸۲٬۴۶۸٬۳۳۴    | ۳٬۸۹۵                       |
| ۲۰۱۵ | ۵۶۵٬۲۱۶٬۷۸۴    | ۳٬۹۳۰                       |
| ۲۰۱۶ | ۵۶۵٬۲۸۲٬۲۸۷    | ۳۸۷۳                        |
| ۲۰۱۷ | ۵۹۹٬۳۲۴٬۷۴۸    | ۴٬۰۰۵                       |
| ۲۰۱۸ | ۶۱۳٬۰۸۸٬۱۶۶    | ۴٬۱۰۶                       |

### مشخصات پروژه
در تاریخ ۱۵ ژانویه ۲۰۱۸ مسیر پروژه اعلام شد. مسیر نهایی کانال استانبول پس از بررسی در پنج مسیر جایگزین انتخاب شد. وزارت حمل و نقل اعلام کرد که این پروژه از دریاچه کوچوکچکمچه در نزدیکی دریای مرمره عبور خواهد کرد. قبل از رسیدن به دریای سیاه در منطقه آرناووتکوی در شمال شهر، از مناطق Avcılar و Başakşehir عبور خواهد کرد. هفت کیلومتر از مسیر از کوچوکچکمچه عبور می‌کند، ۳٫۱ کیلومتر از طریق Avcılar، ۶٫۵ کیلومتر از Başakşehir و قسمت اصلی ۲۸٫۶ کیلومتر از طریق Arnavutköy می‌گذرد.
طول آبراه ۴۵ کیلومتر (۲۸ مایل)، با عمق ۲۰٫۷۵ متر (۶۸٫۱ فوت) عرض آن ۳۶۰ متر (۱٬۱۸۰ فوت) در سطح و ۲۷۵ متر (۹۰۲ فوت) پهن در پایین.
بزرگترین اندازه کشتی است که می‌تواند از طریق کانال عبور ۲۷۵–۳۵۰ متر طول، ۴۹ متر عرض، مشخص شد پیش نویس از ۱۷ متر و به پیش نویس هوا از ۵۸ متر است.
|             | کانال استانبول | کانال پاناما | کانال سوئز  |
| ----------- | -------------- | ------------ | ----------- |
| عرض         | ۲۷۵ متر        | ۶۲٫۵ متر     | ۲۰۵ متر     |
| طول         | ۴۵ کیلومتر     | ۸۰ کیلومتر   | ۱۹۳ کیلومتر |
| حداکثر پرتو | ۷۷٫۵ متر       | ۵۱٫۲ متر     | ۵۱٫۲ متر    |

### مقدمات آماده‌سازی پروژه
به نظر می‌رسد که دولت حزب عدالت و توسعه (AKP) مطالعات محرمانه ای را دربارهٔ این پروژه زودتر آغاز کرده و اقدامات احتیاطی برای احیای این پروژه برداشته شده‌است. این پروژه توسط وزیر حمل و نقل بینالی یلدیریم در ماه مه ۲۰۰۹ در مجلس ذکر شد. در تاریخ ۲۷ آوریل ۲۰۱۱، رجب طیب اردوغان، نخست‌وزیر وقت، در جریان راهپیمایی برگزار شده در رابطه با انتخابات عمومی آینده ۲۰۱۱، رسماً پروژه کانال استانبول را اعلام کرد
مطالعات مربوط به پروژه طی دو سال به پایان رسید. در ابتدا برنامه‌ریزی شده بود که این کانال آخرین خدمات در سال ۲۰۲۳، صدمین سالگرد تأسیس جمهوری باشد.
در ۲۲ ژانویه ۲۰۱۳، دولت ترکیه اعلام کرد که مطالعات تحقیقاتی دربارهٔ کانال در ماه مه ۲۰۱۳ آغاز می‌شود. در آوریل ۲۰۱۳ اولین مرحله از پروژه کانال استانبول که شامل ساخت پل‌های مختلف شبکه و بزرگراه‌ها است آغاز شد.
تا دسامبر ۲۰۱۹، ساخت و ساز هنوز آغاز نشده بود. رئیس‌جمهور اردوغان اظهار داشت که درخواست مناقصه برای این پروژه در اوایل سال ۲۰۲۰ منتشر می‌شود. در همین حال، اکرم اوماموغلو ، منتخب شهردار استانبول در سال ۲۰۱۹ از حزب مخالف CHP، مخالف این پروژه است.
در ژانویه ۲۰۲۰، وزارت محیط زیست و شهرسازی نسخه نهایی گزارش ارزیابی اثرات زیست‌محیطی (EIA) پروژه کانال استانبول را تصویب کرد.

### هزینه
رجب طیب اردوغان رئیس‌جمهور ترکیه و مقامات شهرداری کلانشهر استانبول اظهار داشتند که برای ساخت کانال استانبول ۷۵ میلیارد لیر معادل ۱۱ میلیارد یورو هزینه خواهد شد. دولت مرکزی یک مدل ساخت، بهره‌برداری و واگذاری را به عنوان اولویت اصلی خود ارائه داده‌است، اما در صورت نیاز از بودجه ملی خود استفاده خواهد کرد. تقریباً ۸–۱۰ هزار نفر در مرحله ساخت پروژه استخدام می‌شوند، در حالی که ۵۰۰–۸۰۰ در مرحله عملیاتی اشتغال دارند.

### انتقادات
برخی از منتقدان اظهار داشتند که ترکیه قصد دارد پیمان مونترو را در مورد رژیم تنگه‌ها دور بزند، تا به استقلال بیشتری نسبت به عبور کشتی‌های نظامی (که تعداد، تناژ و تسلیحات محدودی دارند) از دریای سیاه به دریای مرمره.
در سال ۲۰۱۳، استراتفور بودجه ۱۲ میلیارد دلاری اعلام شده برای ساخت و ساز و تاریخ بهره‌برداری اولیه ۲۰۲۳ را «غیر واقعی برای پروژه ای به این بزرگی» توصیف کرد.
دولت شهر استانبول و گروه‌های محلی با این پروژه مخالف هستند زیرا باعث از بین رفتن دریاچه دوروسو می‌شود است که برای یک پنجم آب آشامیدنی شهر استفاده می‌شود و زیرا آنها انتظار دارند که با افزایش جمعیت محلی باعث ازدحام جمعیت شود. این پروژه همچنین به دلیل تخریب زمین‌های کشاورزی و جنگلی و مسیر پیاده‌روی و آلودگی بالقوه آب‌های زیرزمینی به نمک و افزایش طغیان مورد انتقاد قرار گرفته‌است. سایر انتقادات زیست‌محیطی شامل تغییرات بالقوه در شوری دریای مرمره است که منجر به بوی سولفید هیدروژن در استانبول می‌شود. ناظران گفتند: طرح شارژ هزینه‌های حمل و نقل به تانکرهای نفت و گاز تا زمانی که عبور و مرور از طریق بوسپورس تضمین شود، غیر واقعی است. همراه با اعضای خانواده سلطنتی قطر، برات آلبایراک، وزیر دارایی ترکیه و داماد رئیس‌جمهور اردوغان، املاکی را در این مسیر خریداری کردند، بدین معنی که وی شخصاً از توسعه املاک و مستغلات منتفع بهره‌مند می‌شود. اکرم امام اوغلو، شهردار استانبول، گفت که برای آماده‌سازی استانبول در برابر زلزله و حل مشکلات اقتصادی باید از منابع مالی محدودی استفاده شود و تمام ساختمانهایی که در استانبول دارای خطر زلزله هستند می‌توانند با بودجه کانال استانبول بازسازی شوند. طبق یک نظرسنجی توسط MAK در استانبول، ۸۰٫۴٪ از پاسخ دهندگان مخالف پروژه کانال استانبول بودند، در حالی که تنها ۷٫۹٪ از آن حمایت کردند.
در آوریل ۲۰۲۱، ۱۰ دریادار بازنشسته نیروی دریایی ترکیه به دلیل انتقاد عمومی از پروژه کانال استانبول دستگیر شدند. این دستگیری‌ها یک روز پس از امضای نامه ای سرگشاده از سوی ۱۰۴ نفر از مقامات ارشد پیشین نیروی دریایی ارتش که هشدار می‌دهد کانال پیشنهادی می‌تواند با بی‌اعتبار کردن پیمان مونترو، به امنیت ترکیه آسیب برساند.